# Progomphus borealis
Progomphus borealis är en trollsländeart som beskrevs av Mclachlan in Selys 1873. Progomphus borealis ingår i släktet Progomphus och familjen flodtrollsländor. Inga underarter finns listade i Catalogue of Life.